# 9e régiment de ligne (Belgique)
Le 9e régiment de ligne  (en néerlandais : 9e Linieregiment) était une unité d'infanterie de la force terrestre des forces armées belges.

## Historique

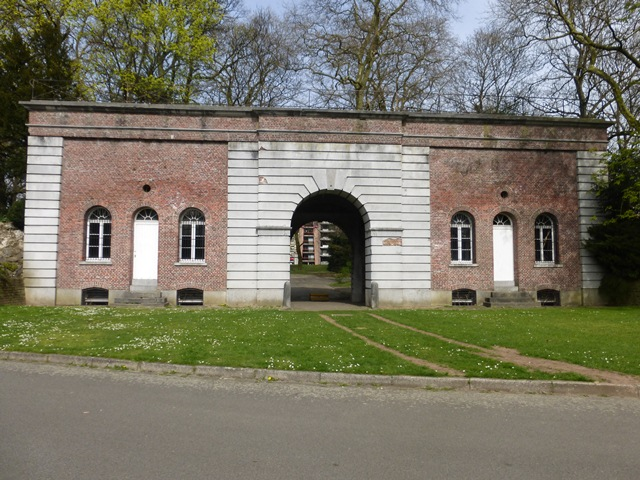
La citadelle de Gand, garnison historique du régiment.

Le régiment est créé juste après l'indépendance de la Belgique par un arrêté du régent datant du 16 octobre 1830 qui renomme le « régiment de Gand » en « 9e régiment de ligne ». Il est fondé sur les bases de l'ancienne 17e afdeeling d'infanterie des forces armées du Royaume uni des Pays-Bas et basé dans la toute nouvelle citadelle de Gand, prise dès le 18 octobre par le corps franc des tirailleurs belges-parisiens commandé par Louis Adolphe Le Doulcet de Pontécoulant. Il prend d'emblée part à la guerre belgo-néerlandaise et repousse l'armée néerlandaise au delà de la frontière entre la Belgique et les Pays-Bas. Durant la campagne des 10 jours, le régiment forme avec le 2e régiment de chasseurs à pied le 2e bataillon de tirailleurs, surnommée la Brigade Niellon, intégrée à l'armée de l'Escaut.
En 1839, le régiment prend part par 2 fois à des combats contre l'armée néerlandaise.
En 1870, à l'occasion du conflit franco-prussien, le 9e de ligne est mobilisé dans le cadre de l'armée d'observation et de la défense d'Anvers. Après la démobilisation, le régiment est déplacé successivement dans les garnisons de Namur, Arlon puis Liège avant de revenir à Namur. En 1892, il est transféré au Petit-Château à Bruxelles. Il y restera jusqu'à la Première Guerre mondiale.

### Première Guerre mondiale
Lors de la mobilisation, comme tous les régiments de ligne d'active, il est divisé pour donner naissance au 29e régiment de ligne et au 9e régiment de forteresse (chargée de la défense de Liège). Ensemble, ils forment la 9e brigade mixte de la 3e division d'armée. Il remporte son premier combat la nuit du 5 au 6 août 1914 sur les hauteurs du Sart-Tilman. Malgré cela, l'avance allemande n'est pas arrêtée et à la suite des pertes importantes, les 9 et 29e régiments de ligne fusionnent.
Les 18 et 19 août, le régiment arrête une offensive allemande dans la région d’Aarschot. Le 10 septembre 1914, il combat dans la région de Haacht puis se retire derrière l'Yser. Les 22 et 23 octobre, il participe aux combats à Lombardsijde.
Il passe les 4 années de guerres dans les tranchées : en 1916, il occupe le secteur de Dixmude et de février à décembre 1917, celui de Ramscapelle.
Il repousse l'assaut allemand sur Merckem les 17 et 18 avril 1918. Les 28 et 29 septembre, il défait les Allemands à Stadenberg, fait de nombreux prisonniers mais perd énormément d'hommes. Le régiment atteint la Lys le 14 octobre 1918. Durant le conflit, il aura perdu 35 officiers, 115 sous-officiers et 1000 hommes de troupes.

### L'entre-deux-guerres
Après une courte affectation à Saint-Trond, le régiment est envoyé en Allemagne en 1919 pour participer à l'occupation de la Rhénanie. Il occupera le secteur Krefeld/Munchengladbach.
Fin 1924, le régiment est rapatrié à Laeken.

### Seconde Guerre mondiale
Lors du déclenchement de la Seconde Guerre mondiale, le régiment faisait partie, avec le 1er régiment de grenadiers et du 1er régiment de carabiniers de la 6e division d'infanterie.
Le régiment est scindé en trois pour donner les 18e et 39e régiment d'infanterie de ligne.
Le 10 mai 1940, le régiment est positionné près du canal Albert dans la région de Klein-Vorst. Le 11, il reçoit l'ordre de se retirer sur la ligne KW. Le 17 mai, il atteint le canal de Willebroeck. Le 20 mai, il est posté comme division de réserve dans la région d'Assenede. Dans la nuit du 22 au 23 mai, il recule encore pour atteindre le canal de dérivation de la Lys près d'Eeklo. Le 24 mai, le régiment prend le train pour Roulers et prend position à Kachtem où il doit combattre. Il bat en retraite une dernière fois avant la capitulation vers Beveren où le régiment est de facto dissout. Ses pertes se montent à 2 officiers et 45 sous-officiers et hommes de troupe.

### Après-guerre
En mars 1945, 6 brigades d'infanterie sont créées en Irlande et en Angleterre. Le 3e bataillon de la 4e brigade reçoit le nom de 9e bataillon de ligne reprend les traditions du régiment. Il redevient également francophone.
Après sa formation en Irlande du nord d'avril à novembre 1945, le bataillon est déplacé en Allemagne à Sunninghausen.
En 1946, le bataillon redevient néerlandophone.
En 1947, il prend ses quartiers à Bourg-Léopold jusqu'à sa dissolution le 30 avril.
Du 15 septembre 1951 au 31 janvier 1956, le régiment est réactif et est caserné à Saint-Trond. Il passe ensuite dans la réserve et devient le bataillon de garde de la province du Brabant.
Le 1er décembre 1978, le régiment est reformé comme bataillon anti-chars de la 4e brigade d'infanterie blindée à Soest.
Le 10 janvier 1986, le bataillon est réduit en une compagnie anti-chars dépendante de la même brigade.
En 1992, la compagnie est transférée à la réserve

## Drapeau
Il reçoit son drapeau le 6 janvier 1832 des mains du roi Léopold Ier sur la place de Malines.
Le 27 mai 1940, il est brûlé au quartier-général du 7e corps d'armée au château de Wijnendaele pour ne pas être pris par l'ennemi.
Un nouvel exemplaire est remis le 6 mai 1946 sur la place Poelaert à Bruxelles au 9e bataillon de ligne.
Il porte les inscriptions suivantes :
- Campagne 1914-1918
- Liège
- Merckem
- Yser
- Stadenberg
- La Lys
- Anvers
- Lombardsijde

Ainsi qu'une fourragère et la croix de chevalier de l'Ordre de Léopold.

## Organisation
Le 10 mai 1940 régiment est composé comme suit:
- 1 compagnie de commandement;
- 1 compagnie médicale
- 1 peloton d'éclaireurs
- 3 bataillons divisés en :
  - 3 compagnies de fusiliers
  - 1 compagnie de mitrailleurs
- 1 bataillon divisé en :
  - 1 compagnie de mitrailleurs (13e)
  - 1 compagnie anti-chars (14e)
  - 1 compagnie de mortier (15e)

## Divers
- Dans le 12e épisode, Italie du nord, juin 1918, ainsi que dans le 20e épisode[3], Transylvanie, janvier 1918 de la série télévisée Les Aventures du jeune Indiana Jones, l'on peut voir Indiana Jones porter l'uniforme de capitaine du 9e régiment de ligne.
- Le plus vieux volontaire belge de la première guerre mondiale, Barthélémy Merx, âgé de 64 ans en 1914 et surnommé "Papa Merx", servi durant toute la guerre et jusqu'en septembre 1919 dans ce régiment[4]

## Hommages
À Bruxelles, longeant le canal, une des rues formant la petite ceinture est nommée Boulevard du 9e de ligne.